# Floorball Danmark
Floorball Danmark (FD) (tidligere Dansk Floorball Union) er en national organisation for floorballklubber i Danmark, som er medlem af International Floorball Federation og Danmarks Idrætsforbund. Organisationen blev stiftet i 1989. Floorball Danmark har sæde i Idrættens Hus.
Floorball Danmark repræsenterer både eliten og bredden og udbyder forskellige kurser til trænere og dommere. Desuden administrerer forbundet blandt andet Danmarksturneringen, hvor Select Floorball Liga er den øverste række, U20-DM, U17-DM, Superfinale, Pokalturneringen, stævner, uddannelser og fem landshold.
I 2016 blev en rebranding af forbundet gennemført, så navnet blev ændret fra Dansk Floorball Union til Floorball Danmark.

## Formænd
- 1989 - Torben Frydkjær
- 1993 - Anders Hørsholt
- 1996 - Michael Andresen (fungerende)
- 1996 - Ole Peltola
- 2003 - Brian Toftelund
- 2004 - Ricky Kronow
- 2006 - William Ehmsen
- 2009 - Per Stærk
- 2010 - Simon Brodersen
- 2012 - Thorbjørn Ovedal
- 2018 - Carsten Nymand Provstgaard
- 2020 - Finn Lystrup
- 2020 - Steen Houman
- 2025 - Jesper Malm

## Milepæle
- 1989 Dansk Floorball Union stiftes
- 1991 Dansk Floorball Union optages i det internationale forbund IFF
- 1995 Forbundet optages i DIF, og kommer til at være sammen Dansk Hockey Union
- 1995 De to første ansatte kommer til. Danmark bliver nummer syv ved det første herre-VM, der afvikles i Sverige
- 1998 Danmark kommer i semifinalen ved herre-VM, men taber bronzekampen
- 1999 Første damelandskamp afvikles mod Tyskland, og damelandsholdet deltager for første gang ved VM
- 2000 Som den første dansker kommer Morten Andersen på All Star-holdet ved VM for herrer, hvor Danmark igen når semifinalen
- 2001 Danmark deltager ved U19-VM for herrer for første gang
- 2003 Pokalturneringen afvikles for første gang
- 2004 Floorballfinalen for herrer vises på DR
- 2005 Første DM-finale for old boys afvikles. Landsstævnet afvikles for første gang
- 2006 Første U19-DM og DM for 3-mandshold afholdes, 
  - Mona Aagaard bliver første danske i IFF central Board 2006-2007
- 2007 Danmark er vært for dame-VM, der afvikles i Frederikshavn med et underskud på 250.000,- kroner
- 2008 Dansk Floorball Union og Dansk Hockey Union skilles, og DaFU er nu selvstændigt forbund under DIF
- 2009 Underskud på 700.000,- kroner i DaFU, forbundet må låne en million hos DIF
- 2010 DaFU vender krisen siden 2007 og kommer ud med overskud på 400.00,- kroner.
- 2012 Kanalsport sender live fra ligaen. Danmark deltager ved U19-VM for damer for første og foreløbig eneste gang
- 2013 Landsdækkende liga etableres
- 2014 Mike Trolle kommer som den anden dansker på et VM-All Star-hold, mens Stefan Hedorf bliver VM-topscorer
- 2015 DaFU bliver spydspids i DIF/DGI-satsningen Bevæg dig for livet. Det medfører 10 millioner over tre år
- 2015 Cecilia Di Nardo bliver topscorer ved damernes VM
- 2016 DM-finalerne bliver rebrandet som Superfinale, 
  - Thorbjørn Ovedal vælges til IFF centralboard 2016-2018
- 2016 Dansk Floorball Union skifter navn til Floorball Danmark og får samtidigt nyt logo
- 2016 Herrelandsholdet bliver nummer 5 ved VM for herrer - den bedste placering siden 2000
- 2018 Forbundet har et underskud på 910.000 og på et ekstraordinært årsmøde udskiftes hele bestyrelsen og nye kræfter kommer til. 
  - Steen Houman indtræder i IFF central Board
- 2020 Forbundet bliver igen gældfri og afvikler for første gang på dansk grund VM Kvalifikationen for herrer i Arena Nord.
- 2021 Forbundets egenkapital bliver igen positiv.
- 2022 Hall of Fame introduceres
- 2023 Floorball Danmark er værter for U19 VM herrer og sætter tilskuerrekord med 18.416 tilskuere

## Hall of Fame
2022: Torben Frydkjær, Erik Bilde, Mette Faurholt, Jørgen Bo, Daniele Berardino og Kasper Sindt
2023: Kim Haagensen og Mona Aagard

## Landshold
Floorball Danmark har fire landshold
Herrelandsholdet floorball
Kvinde A
Herre U19
Kvinde U19

## Turnering
Floorballligaen herrer
Floorballligaen damer

## Medlemsudvikling
| År   | Antal spillere | Antal klubber | Fremgang i % |
| ---- | -------------- | ------------- | ------------ |
| 1994 | 1088           | 38            | n/a          |
| 1995 | 1407           | 41            | 29,3%        |
| 1996 | 1700           | 49            | 20,8%        |
| 1997 | 2449           | 54            | 44,1%        |
| 1998 | 2830           | 58            | 15,6%        |
| 1999 | 3271           | 65            | 15,6%        |
| 2000 | 2883           | 74            | - 11,9%      |
| 2001 | 3209           | 62            | 11,3%        |
| 2002 | 3581           | 71            | 11,6%        |
| 2003 | 4062           | 68            | 13,4%        |
| 2004 | 4108           | 83            | 1,1%         |
| 2005 | 4797           | 86            | 16,7%        |
| 2006 | 5144           | 89            | 7,2%         |
| 2007 | 5473           | 92            | 6%           |
| 2008 | 5869           | 103           | 7,2%         |
| 2009 | 5384           | 108           | -8,2%        |
| 2010 | 6007           | 105           | 11,6%        |
| 2011 | 6040           | 109           | 0,6%         |
| 2012 | 6331           | 112           | 4,9%         |
| 2013 | 5973           | 107           | -5,6%        |
| 2014 | 5964           | 109           | -0,1%        |
| 2015 | 6409           | 131           | 7,5%         |
| 2016 | 7725           | 166           | 20,5%        |
| 2017 | 8741           | 189           | 13,2%        |
| 2018 | 9345           | 180           | 6,91%        |
| 2019 | 10090          | 174           | 8,00 %       |
| 2020 | 9448           | 168           | -6,4%        |
| 2021 | 8.603          | 161           | -8,9%        |
| 2022 | 8.908          | 158           | 3,5%         |
| 2023 | 9.165          | 151           | 2,8%         |
| 2024 | 9.434          | 149           | 2,9%         |